# Glochidion obovatum
Glochidion obovatum är en emblikaväxtart som beskrevs av Philipp Franz von Siebold och Joseph Gerhard Zuccarini. Glochidion obovatum ingår i släktet Glochidion och familjen emblikaväxter. Inga underarter finns listade i Catalogue of Life.

## Bildgalleri

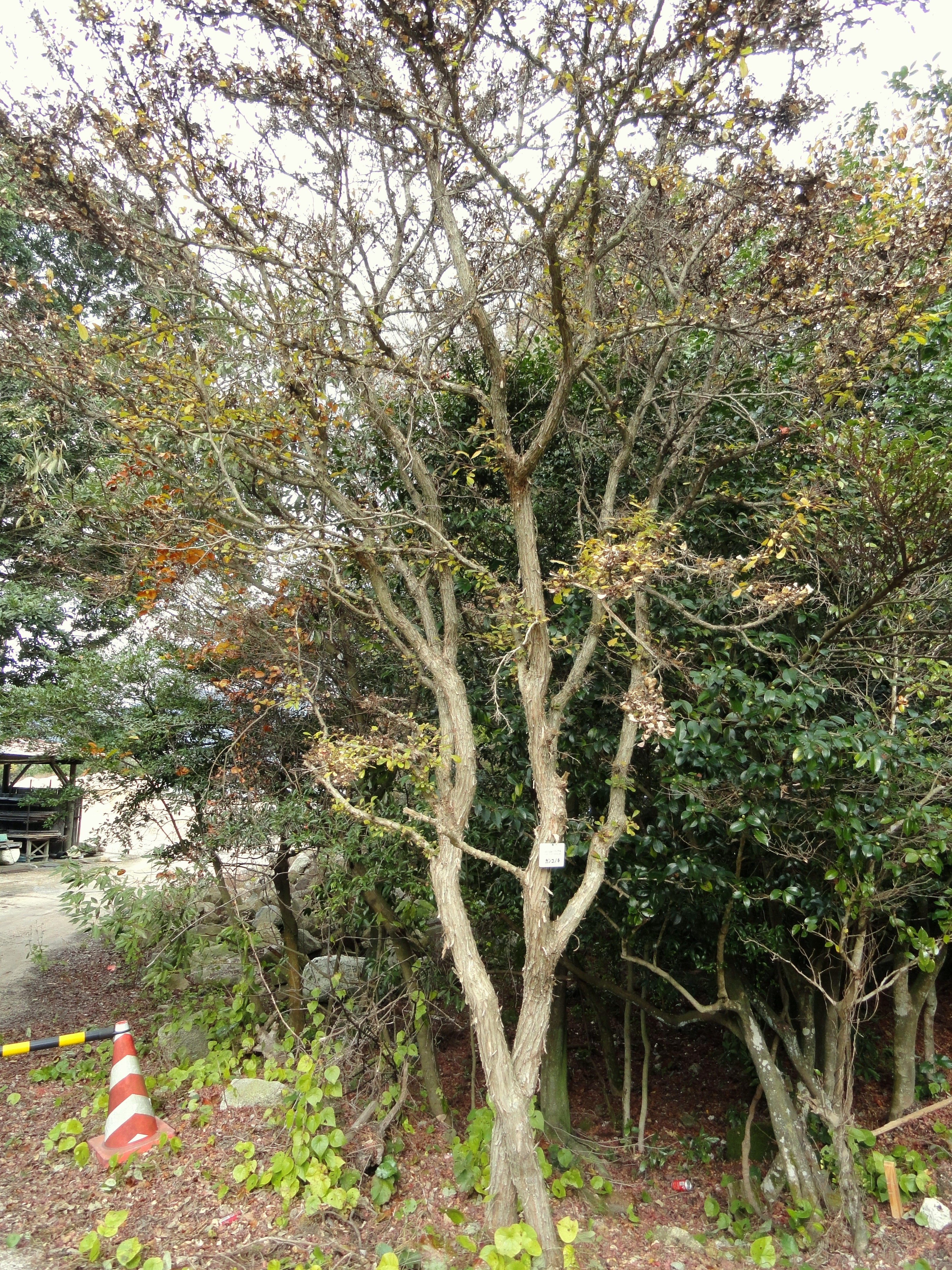